# Paul Wiegert
Paul A. Wiegert, né en 1967, est un astronome canadien, professeur à l'Université de Western Ontario spécialiste de l'étude des orbites inhabituelles aussi bien en observation que du point de vue théorique. Par exemple, il étudie d'abord la possibilité de planètes en orbite dans le système stellaire Alpha Centauri, puis généralise cette étude à d'autres systèmes binaires pour, par exemple, faciliter la recherche d'exoplanètes.
Il étudie également les orbites des objets mineurs dans le Système solaire qui pourrait par leur instabilité devenir géocroiseurs, ainsi il contribue à déterminer l'orbite de (3753) Cruithne et de (524522) 2002 VE68.
En 2010, Weigert fait partie de l'équipe qui découvre, 2010 TK7, le premier troyen connu dans l'orbite terrestre,.
L'astéroïde (15068) Wiegert a été nommé en son honneur.

## Astéroïdes découverts
| (172996) Stooke           | 25 mai 2006      |
| (199763) Davidgregory     | 1er mai 2006     |
| (204786) Wehlau           | 25 mai 2006      |
| (229280) Sica             | 16 janvier 2005  |
| (233472) Moorcroft        | 25 mai 2006      |
| (236616) Gray             | 1er mai 2006     |
| (254422) Henrykent        | 9 novembre 2004  |
| (261930) Moorhead         | 25 mai 2006      |
| (262536) Nowikow          | 26 octobre 2006  |
| (263251) Pandabear        | 6 janvier 2008   |
| (273230) de Bruyn         | 1er mai 2006     |
| (273262) Cottam           | 25 mai 2006      |
| (277883) Basu             | 1er mai 2006     |
| (281067) Barmby           | 25 mai 2006      |
| (282630) Caroljones       | 3 septembre 2005 |
| (290156) Houde            | 27 août 2005     |
| (290181) Sigut            | 3 septembre 2005 |
| (304122) Ameliawehlau     | 1er mai 2006     |
| (497593) Kejimkujik       | 1er mai 2006     |
| (613419) Lafayettequartet | 1er mai 2006     |